# Elisabetta Birolini
Elisabetta Birolini (Bergamo, 18 aprile 1968) è un'ex velocista italiana.

## Biografia
Nel 1993 nei XII Giochi del Mediterraneo ha vinto una medaglia d'argento con la staffetta 4x100 m; sempre nella medesima manifestazione ha inoltre conquistato un sesto posto nei 200 m. La sua prima presenza in nazionale risaliva invece al 1992, anno in cui aveva partecipato ad un incontro internazionale tra Italia, Francia ed Ungheria

## Palmarès
| Anno | Manifestazione          | Sede                   | Evento                | Risultato | Prestazione | Note |
| ---- | ----------------------- | ---------------------- | --------------------- | --------- | ----------- | ---- |
| 1993 | Giochi del Mediterraneo | Linguadoca-Rossiglione | 200 metri piani       | 6ª        | 24"12       |      |
| 1993 | Giochi del Mediterraneo | Linguadoca-Rossiglione | Staffetta 4×100 metri | Argento   | 45"62       |      |

## Campionati nazionali
1983
- 12ª ai campionati italiani allieve, 100 m piani - 12"99[2]

1984
- 9ª ai campionati italiani allieve, 200 m piani - 27"10[2]
- Eliminata in batteria ai campionati italiani allieve, staffetta 4x100 m - 49"54[2]

1985
- Eliminata in batteria ai campionati italiani juniores, 200 m piani - 25"92[2]

1986
- Bronzo ai campionati italiani juniores, 100 m piani - 12"21[2]
- Argento ai campionati italiani juniores indoor, 60 m piani - 7"77[2]

1992
- Oro ai campionati italiani universitari, 200 m piani - 24"40[1]

1993
- Bronzo ai campionati italiani assoluti, 200 m piani - 24"38[1]
- Oro ai campionati italiani universitari, 200 m piani - 24"68[1]